# The Righteous Brothers

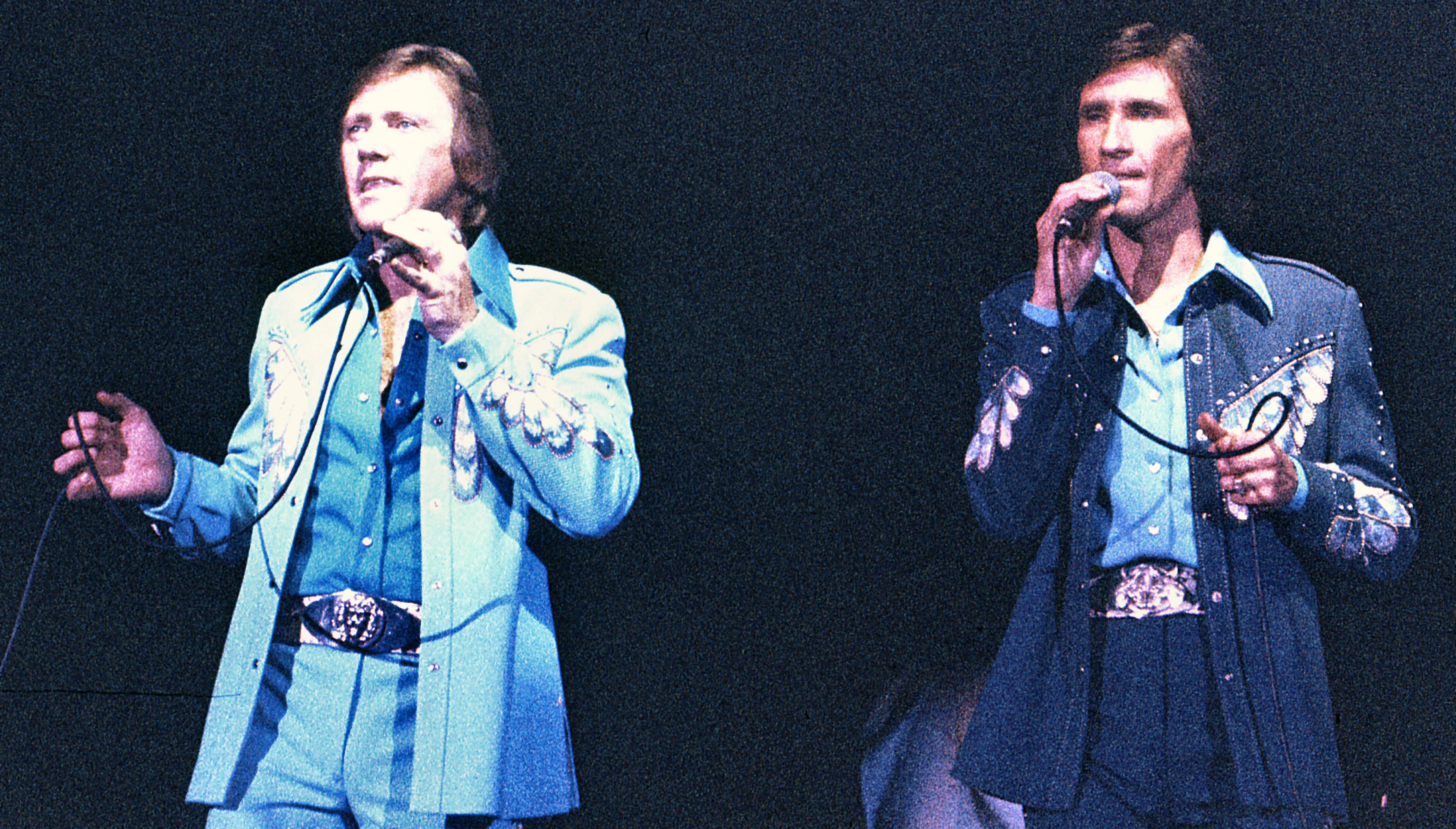

The Righteous Brothers was een muzikaal duo dat bestond uit Bill Medley en Bobby Hatfield. Het hoogtepunt van hun populariteit situeerde zich in de jaren tussen 1963 en 1975. 
De eerste hit van de Righteous Brothers was You've lost that lovin' feelin' uit 1965 (opnieuw uitgebracht in 1988). Andere hits waren Unchained melody (1965), Ebb tide (1965), (You're my) Soul and inspiration (uit 1966) (deze vier hits waren Phil Spector-producties) en Rock and roll heaven (1974).
In 1990 scoorden ze een nummer 1-hit met het opnieuw uitgebrachte Unchained melody.
Op 10 maart 2003 werden ze opgenomen in de Rock and Roll Hall of Fame. Hatfield overleed op 5 november 2003. Hij werd dood aangetroffen in een hotel in Western Michigan, een half uur voor een optreden van de Righteous Brothers. Bill Medley treedt vandaag de dag nog steeds op en heeft in 2023 een Righteous Brothers tour gedaan met Bucky Heard in de VS

## Discografie

### Singles
| Single met eventuele hitnotering(en) in de Nederlandse Top 40 | Datum van verschijnen | Datum van binnenkomst | Hoogste positie | Aantal weken | Opmerkingen |
| ------------------------------------------------------------- | --------------------- | --------------------- | --------------- | ------------ | ----------- |
| You've lost that lovin' feelin'                               | 1965                  | 20-02-1965            | 8               | 7            |             |
| Unchained Melody                                              | 1965                  |                       | 9               | 12           |             |

### NPO Radio 2 Top 2000
| Nummers met noteringen in de NPO Radio 2 Top 2000 | '99 | '00 | '01 | '02 | '03 | '04 | '05  | '06  | '07  | '08  | '09  | '10  | '11  | '12  | '13  | '14  | '15  | '16  | '17 | '18 | '19 | '20 | '21 | '22 | '23 | '24 |
| ------------------------------------------------- | --- | --- | --- | --- | --- | --- | ---- | ---- | ---- | ---- | ---- | ---- | ---- | ---- | ---- | ---- | ---- | ---- | --- | --- | --- | --- | --- | --- | --- | --- |
| Unchained Melody                                  | 186 | 377 | 239 | 247 | 163 | 354 | 378  | 328  | 435  | 319  | 406  | 505  | 540  | 655  | 613  | 612  | 770  | 827  | 871 | 944 | 944 | 765 | 769 | 873 | 808 | 924 |
| You've Lost That Lovin' Feelin'                   | 586 | 944 | 989 | 797 | 664 | 977 | 1059 | 1197 | 1170 | 1014 | 1207 | 1384 | 1574 | 1786 | 1482 | 1649 | 1871 | 1963 | -   | -   | -   | -   | -   | -   | -   | -   |

1. ↑  Een '-' betekent dat het nummer niet was genoteerd en een vetgedrukt getal geeft de hoogste notering van een nummer aan.